# چاپ رنگی از ادو:هاتاموتو به ماچییاککو
چاپ رنگی از ادو:هاتاموتو به ماچییاککو (انگلیسی: Nishikie Edosugata Hatamoto to Machiyakko) یک فیلم است که در سال ۱۹۳۹ منتشر شد. از بازیگران آن می‌توان به اوتامون ایچیکاوا اشاره کرد.